# Ватіч
Ватіч (рум. Vatici) — село в Оргіївському районі Молдови. Адміністративний центр однойменної комуни, до складу якої також входять села Куркі та Табера.

## Населення
За даними перепису населення 2004 року у селі проживала 931 особа.
Національний склад населення села:
| Національність       | Кількість осіб | Відсоток   |
| -------------------- | -------------- | ---------- |
| молдавани румуни     | 883 32         | 94,8% 3,4% |
| українці             | 10             | 1,1%       |
| цигани               | 3              | 0,3%       |
| росіяни              | 1              | 0,1%       |
| інша / без відповіді | 2              | 0,2%       |
| Всього               | 931            | 100%       |